# 国立病院機構金沢医療センター
独立行政法人国立病院機構金沢医療センター（どくりつぎょうせいほうじんこくりつびょういんきこうかなざわいりょうセンター）は、石川県金沢市下石引町にある医療機関。独立行政法人国立病院機構が運営する病院である。政策医療分野におけるがん、循環器病、精神疾患、成育医療、腎疾患、内分泌・代謝性疾患、感覚器疾患、肝疾患、長寿医療の専門医療施設であり、高度総合医療施設である。　

## 概要
1873年（明治6年）に金沢城跡内に金沢衛戍病院（かなざわえいじゅびょういん）を開設したのが起源である。
1899年（明治32年）、現在地（加賀藩前田家の家臣であった旧奥村邸跡地）に移転した。金沢医療センター周辺は本多の森公園や兼六園に隣接しており、緑地帯が広がる地域に位置する。
前身は国立金沢病院で、2004年（平成16年）4月1日より独立行政法人国立病院機構が運営している。
また、金沢医療センターには附属の看護学校（金沢医療センター附属金沢看護学校）が併設されている。

## 沿革
- 1873年（明治6年） - 金沢城跡内に金沢衛戍病院（旧陸軍）開設。
- 1899年（明治32年） - 現在地に移転し、金沢第二陸軍病院と改称。
- 1945年（昭和20年）12月1日 - 大蔵省を通して厚生省に移管され、国立金沢病院と改称し発足。
- 2004年（平成16年）4月1日 - 独立行政法人国立病院機構の発足に伴い、独立行政法人国立病院機構金沢医療センターに改称。

## 診療科
- 内科
- 小児科
- 小児外科
- 循環器科
- 消化器科
- 呼吸器科
- 呼吸器外科
- 神経内科
- 精神科
- 外科
- 整形外科
- 脳神経外科
- 心臓血管外科
- 産婦人科
- 泌尿器科
- 皮膚科
- 耳鼻咽喉科
- 歯科
- 口腔外科
- 眼科
- 麻酔科
- 放射線科
- リハビリテーション科

## 主な指定施設
- 救急指定病院
- がん診療連携拠点病院（地域拠点病院）
- 地域医療支援病院
- 災害拠点病院（災害医療センター）
- エイズ治療拠点病院

## 関係者
- 土肥章司 - 元院長。日本皮膚科学会名誉会頭。子は東京慈恵会医科大学名誉教授の土肥淳一郎。

## 交通
- 金沢駅バスターミナル（金沢駅東口）より北陸鉄道バス「出羽町」停留所下車。
- 北陸自動車道 金沢東インターチェンジより車で約15分、金沢駅より車で約10分。

## 周辺施設
- 本多の森公園
  - 本多の森北電ホール
  - 石川護国神社
  - 成巽閣
  - 石川県立能楽堂
  - 石川県立歴史博物館
  - 石川県立伝統産業工芸館
  - 石川県立美術館
- 北陸学院中学校・高等学校
- 金沢市立紫錦台中学校
- 兼六園
- 金澤神社